# Polysemie
Als polysem (von altgriechisch πολύς polys „viel, mehrere“ und σῆμα sema „Zeichen“) wird in der Sprachwissenschaft ein Ausdruck (z. B. Wort, Morphem oder Syntagma) bezeichnet, der mehrere unterscheidbare Bedeutungen hat, wobei aber diese Bedeutungen ein gewisses Maß an Ähnlichkeit oder begrifflichem Zusammenhang aufweisen. Die Eigenschaft, polysem zu sein, heißt Polysemie. Polyseme Wörter sind also mehrdeutig – im Unterschied zur einfachen Ambiguität (z. B. Homonymie) kann die Mehrdeutigkeit aber subtiler und weniger auffällig sein. Die Abgrenzung zwischen Polysemie und einfacher Mehrdeutigkeit ist jedoch unscharf.
Polysemie kann zu Missverständnissen und Fehlschlüssen führen, aber auch wortspielerisch, sprachschöpferisch oder dichterisch eingesetzt werden.

## Herkunft und Definitionen
Das Wort polysem bildet sich aus altgriechisch πολύς polys „viel“ und σῆμα sema „Zeichen“ und ist der Gegenbegriff zur Monosemie (μόνος monos „einzeln“). Eingeführt wurde der Begriff 1897 durch Michel Bréal. Abzugrenzen ist die Polysemie auch von der Homonymie (griechisch für „Gleichnamentlichkeit“).
[1] bedeutet Polysemie allgemein Mehrdeutigkeit eines (sprachlichen) Zeichens, insbesondere von Wörtern (lexikalische Mehrdeutigkeit, auch: Ambiguität Äquivokation)
[2] bedeutet Polysemie spezifisch eine systematische Mehrdeutigkeit – im Gegensatz zur zufälligen Mehrdeutigkeit (Homonymie).
Die Abgrenzung zwischen Homonymie und Polysemie erfolgt unterschiedlich, so dass Polysemie bedeuten kann:
[2.1] eine systematische Mehrdeutigkeit auf Grund etymologischer Verwandtschaft;
[2.2] eine systematische Mehrdeutigkeit auf Grund einer Verwandtschaft der einzelnen Bedeutungen, die eine gemeinsame Grundbedeutung oder gemeinsame Kernbedeutung haben, was vielfach – aber nicht zwangsläufig – auf eine gemeinsame etymologische Wurzel zurückzuführen ist
Letzteres ist die Hauptverwendung im sprachwissenschaftlichen Kontext.
Polysemie ist nicht auf Wörter beschränkt. Es gibt Polysemie generell eines Zeichens im Allgemeinen, eines Ausdrucks bzw. konkret eines Morphems, eines Lexems oder des Syntagmas eines Satzes.

## Auftreten von Polysemie
Die meisten Wörter sind polysem, beschreiben also mehrere mehr oder minder unterschiedliche Sachverhalte, die sich aus einem gemeinsamen Kontext entwickeln. Polysemie gilt als natürlichsprachlicher Normalfall und als Ausdruck des sprachlichen Ökonomie-Prinzips. Als Polysemieproblem bezeichnet man die Frage, nach der am besten passenden Bedeutung polysemer Wörter in einem vorliegenden Kontext.
Beispiele für besonders viele Polyseme sind:
- Läufer – Laut Guinness-Buch der Rekorde 1997 ist Läufer das deutsche Wort mit den meisten Bedeutungen (24), Duden – Das große Wörterbuch der deutschen Sprache, 4. Aufl. Mannheim 2012 [CD-ROM] gibt nur (mehr) 6 Bedeutungen an: Teppich, Schach, Landwirtschaft, Bauwesen, Technik sowie Sport mit zwei Unterbedeutungen a) Laufen und b) veraltend im Fuß- und Handball. In den gedruckten älteren Auflagen wurden teilweise großzügiger Polysemien differenziert. Im Folgenden sind nach diesem Wörterbuch die Aufteilung in – soweit differenziert – Lemmata (Homonyme) und in deren Polyseme angegeben.
- Bank (2 Lemmata: 1. Lemma von ahd. banc = Tisch, 5 Polysemien; 2. Lemma von it. banco mit den zwei Polysemien 1. a) Kreditunternehmen und b) Gebäude desselben und 2. Instanz beim Glücksspiel; dies offenbar in Spannung zu vielen auch nachvollziehbaren Einteilungen in Lehrbüchern)
- Brücke (8)
- Atlas (3 Lemmata (Homonyme): 1. einer der Titanen, 3. erster Halswirbel, und 2. unterteilt in 2.1 geografische Karten in Buchform und 2.2 Bildtafeln aus einem Wissensgebiet)
- Flügel (5)
- Schlag (16)
- Zug (16; in einer früheren gedruckten Ausgabe noch 24)
- Feder (5)

Weitere Beispiele für Polyseme: Nadel, Nagel, Riegel, Rolle, Schraube
Polyseme können auf verschiedene Weisen entstehen. Die Ursachen der Polysemie sind Metaphorik (bildhafte Verwendung), Metonymie (nicht wörtliche Verwendung), Bedeutungsentlehnung (erweiterte Verwendung), elliptischer Gebrauch (weglassende Verwendung), Belebung von Archaismen (wiederaufnehmende Verwendung), oder fachsprachliche Ausdifferenzierung von Begrifflichkeiten.

## Polysemie und Homonymie
Legt man die Hauptbedeutung zu Grunde, kommt man zu folgender Übersicht:
| \| \| \| \| \| \| \| Äquivokation \| \| \| \| \| \| \| \| \| \| \| \| \| \| \| \| \| \| \| \| \| \| \| \| \| \| \| \| \| \| \| \| \| \| \| \| \| \| \| \| \| \| \| \| \| \| \| \| \| \| \| \| \| \| \| \| \| \| \| \| \| \| \| \| \| \| \| \| \| \| \| \| \| \| \| \| \| \| \| \| \| \| \| Homonymie verschiedene Bedeutung, oft verschiedene Herkunft \| Homonymie verschiedene Bedeutung, oft verschiedene Herkunft \| Homonymie verschiedene Bedeutung, oft verschiedene Herkunft \| Homonymie verschiedene Bedeutung, oft verschiedene Herkunft \| Homonymie verschiedene Bedeutung, oft verschiedene Herkunft \| Homonymie verschiedene Bedeutung, oft verschiedene Herkunft \| \| \| Polysemie gemeinsame Wurzel und/oder abgeleitete Bedeutung, z. B. Läufer (Sportler/Schachfigur) \| Polysemie gemeinsame Wurzel und/oder abgeleitete Bedeutung, z. B. Läufer (Sportler/Schachfigur) \| Polysemie gemeinsame Wurzel und/oder abgeleitete Bedeutung, z. B. Läufer (Sportler/Schachfigur) \| Polysemie gemeinsame Wurzel und/oder abgeleitete Bedeutung, z. B. Läufer (Sportler/Schachfigur) \| Polysemie gemeinsame Wurzel und/oder abgeleitete Bedeutung, z. B. Läufer (Sportler/Schachfigur) \| Polysemie gemeinsame Wurzel und/oder abgeleitete Bedeutung, z. B. Läufer (Sportler/Schachfigur) \| \| \| \| \| \| \| \| \| \| \| \| \| \| \| \| Homonymie verschiedene Bedeutung, oft verschiedene Herkunft \| Homonymie verschiedene Bedeutung, oft verschiedene Herkunft \| Homonymie verschiedene Bedeutung, oft verschiedene Herkunft \| Homonymie verschiedene Bedeutung, oft verschiedene Herkunft \| Homonymie verschiedene Bedeutung, oft verschiedene Herkunft \| Homonymie verschiedene Bedeutung, oft verschiedene Herkunft \| \| \| Polysemie gemeinsame Wurzel und/oder abgeleitete Bedeutung, z. B. Läufer (Sportler/Schachfigur) \| Polysemie gemeinsame Wurzel und/oder abgeleitete Bedeutung, z. B. Läufer (Sportler/Schachfigur) \| Polysemie gemeinsame Wurzel und/oder abgeleitete Bedeutung, z. B. Läufer (Sportler/Schachfigur) \| Polysemie gemeinsame Wurzel und/oder abgeleitete Bedeutung, z. B. Läufer (Sportler/Schachfigur) \| Polysemie gemeinsame Wurzel und/oder abgeleitete Bedeutung, z. B. Läufer (Sportler/Schachfigur) \| Polysemie gemeinsame Wurzel und/oder abgeleitete Bedeutung, z. B. Läufer (Sportler/Schachfigur) \| \| \| \| \| \| \| \| \| \| \| \| \| \| \| \| \| \| \| \| \| \| \| \| \| \| \| \| \| \| \| \| \| \| \| \| \| \| \| \| \| \| \| Homographie gleiche Schreibweise, verschiedene Bedeutung, oft verschiedene Aussprache, z. B. mōdern (verwesen) und modérn (fortschrittlich) \| Homographie gleiche Schreibweise, verschiedene Bedeutung, oft verschiedene Aussprache, z. B. mōdern (verwesen) und modérn (fortschrittlich) \| Homographie gleiche Schreibweise, verschiedene Bedeutung, oft verschiedene Aussprache, z. B. mōdern (verwesen) und modérn (fortschrittlich) \| Homographie gleiche Schreibweise, verschiedene Bedeutung, oft verschiedene Aussprache, z. B. mōdern (verwesen) und modérn (fortschrittlich) \| Homographie gleiche Schreibweise, verschiedene Bedeutung, oft verschiedene Aussprache, z. B. mōdern (verwesen) und modérn (fortschrittlich) \| Homographie gleiche Schreibweise, verschiedene Bedeutung, oft verschiedene Aussprache, z. B. mōdern (verwesen) und modérn (fortschrittlich) \| \| \| Homophonie gleiche Aussprache, verschiedene Bedeutung, oft verschiedene Schreibweise, z. B. malen und mahlen \| Homophonie gleiche Aussprache, verschiedene Bedeutung, oft verschiedene Schreibweise, z. B. malen und mahlen \| Homophonie gleiche Aussprache, verschiedene Bedeutung, oft verschiedene Schreibweise, z. B. malen und mahlen \| Homophonie gleiche Aussprache, verschiedene Bedeutung, oft verschiedene Schreibweise, z. B. malen und mahlen \| Homophonie gleiche Aussprache, verschiedene Bedeutung, oft verschiedene Schreibweise, z. B. malen und mahlen \| Homophonie gleiche Aussprache, verschiedene Bedeutung, oft verschiedene Schreibweise, z. B. malen und mahlen \| \| \| \| \| \| \| \| \| \| \| \| \| \| \| | | | | | |                                                             |                                                             | | | | | | |                                                                                                 |                                                                                                 |  |  |  |  |  |  |  |  |  |  |  |  |
| Äquivokation, Homonymie und Polysemie im Verhältnis | | | | | |                                                             |                                                             | | | | | | |                                                                                                 |                                                                                                 |  |  |  |  |  |  |  |  |  |  |  |  |
| | | | | | | Äquivokation                                                |                                                             | | | | | | |                                                                                                 |                                                                                                 |  |  |  |  |  |  |  |  |  |  |  |  |
| | | | | | |                                                             |                                                             | | | | | | |                                                                                                 |                                                                                                 |  |  |  |  |  |  |  |  |  |  |  |  |
| | | | | | |                                                             |                                                             | | | | | | |                                                                                                 |                                                                                                 |  |  |  |  |  |  |  |  |  |  |  |  |
| | | Homonymie verschiedene Bedeutung, oft verschiedene Herkunft                                                                                 | Homonymie verschiedene Bedeutung, oft verschiedene Herkunft                                                                                 | Homonymie verschiedene Bedeutung, oft verschiedene Herkunft                                                                                 | Homonymie verschiedene Bedeutung, oft verschiedene Herkunft                                                                                 | Homonymie verschiedene Bedeutung, oft verschiedene Herkunft | Homonymie verschiedene Bedeutung, oft verschiedene Herkunft | | | Polysemie gemeinsame Wurzel und/oder abgeleitete Bedeutung, z. B. Läufer (Sportler/Schachfigur)              | Polysemie gemeinsame Wurzel und/oder abgeleitete Bedeutung, z. B. Läufer (Sportler/Schachfigur)              | Polysemie gemeinsame Wurzel und/oder abgeleitete Bedeutung, z. B. Läufer (Sportler/Schachfigur)              | Polysemie gemeinsame Wurzel und/oder abgeleitete Bedeutung, z. B. Läufer (Sportler/Schachfigur)              | Polysemie gemeinsame Wurzel und/oder abgeleitete Bedeutung, z. B. Läufer (Sportler/Schachfigur) | Polysemie gemeinsame Wurzel und/oder abgeleitete Bedeutung, z. B. Läufer (Sportler/Schachfigur) |  |  |  |  |  |  |  |  |  |  |  |  |
| | | Homonymie verschiedene Bedeutung, oft verschiedene Herkunft                                                                                 | Homonymie verschiedene Bedeutung, oft verschiedene Herkunft                                                                                 | Homonymie verschiedene Bedeutung, oft verschiedene Herkunft                                                                                 | Homonymie verschiedene Bedeutung, oft verschiedene Herkunft                                                                                 | Homonymie verschiedene Bedeutung, oft verschiedene Herkunft | Homonymie verschiedene Bedeutung, oft verschiedene Herkunft | | | Polysemie gemeinsame Wurzel und/oder abgeleitete Bedeutung, z. B. Läufer (Sportler/Schachfigur)              | Polysemie gemeinsame Wurzel und/oder abgeleitete Bedeutung, z. B. Läufer (Sportler/Schachfigur)              | Polysemie gemeinsame Wurzel und/oder abgeleitete Bedeutung, z. B. Läufer (Sportler/Schachfigur)              | Polysemie gemeinsame Wurzel und/oder abgeleitete Bedeutung, z. B. Läufer (Sportler/Schachfigur)              | Polysemie gemeinsame Wurzel und/oder abgeleitete Bedeutung, z. B. Läufer (Sportler/Schachfigur) | Polysemie gemeinsame Wurzel und/oder abgeleitete Bedeutung, z. B. Läufer (Sportler/Schachfigur) |  |  |  |  |  |  |  |  |  |  |  |  |
| | | | | | |                                                             |                                                             | | | | | | |                                                                                                 |                                                                                                 |  |  |  |  |  |  |  |  |  |  |  |  |
| Homographie gleiche Schreibweise, verschiedene Bedeutung, oft verschiedene Aussprache, z. B. mōdern (verwesen) und modérn (fortschrittlich) | Homographie gleiche Schreibweise, verschiedene Bedeutung, oft verschiedene Aussprache, z. B. mōdern (verwesen) und modérn (fortschrittlich) | Homographie gleiche Schreibweise, verschiedene Bedeutung, oft verschiedene Aussprache, z. B. mōdern (verwesen) und modérn (fortschrittlich) | Homographie gleiche Schreibweise, verschiedene Bedeutung, oft verschiedene Aussprache, z. B. mōdern (verwesen) und modérn (fortschrittlich) | Homographie gleiche Schreibweise, verschiedene Bedeutung, oft verschiedene Aussprache, z. B. mōdern (verwesen) und modérn (fortschrittlich) | Homographie gleiche Schreibweise, verschiedene Bedeutung, oft verschiedene Aussprache, z. B. mōdern (verwesen) und modérn (fortschrittlich) |                                                             |                                                             | Homophonie gleiche Aussprache, verschiedene Bedeutung, oft verschiedene Schreibweise, z. B. malen und mahlen | Homophonie gleiche Aussprache, verschiedene Bedeutung, oft verschiedene Schreibweise, z. B. malen und mahlen | Homophonie gleiche Aussprache, verschiedene Bedeutung, oft verschiedene Schreibweise, z. B. malen und mahlen | Homophonie gleiche Aussprache, verschiedene Bedeutung, oft verschiedene Schreibweise, z. B. malen und mahlen | Homophonie gleiche Aussprache, verschiedene Bedeutung, oft verschiedene Schreibweise, z. B. malen und mahlen | Homophonie gleiche Aussprache, verschiedene Bedeutung, oft verschiedene Schreibweise, z. B. malen und mahlen |                                                                                                 |                                                                                                 |  |  |  |  |  |  |  |  |  |  |  |  |

Polyseme haben mehrere Bedeutungen, die untereinander ähnlich sind. Ist dies bei mehrdeutigen Wörtern nicht der Fall, so liegt stattdessen Homonymie vor. Als homonym gelten Wörter, deren Bedeutungen so verschieden sind, dass zwischen ihnen keine Ähnlichkeit zu erkennen ist. Eine eindeutige Abgrenzung zwischen Polysemie und Homonymie ist allerdings nicht immer möglich.
Die Abgrenzung zwischen Polysemie und Homonymität wird verbreitet auch so vorgenommen, dass Polysemie vorliegt, wenn ein Wort (ein Lexem) mehrere Bedeutungen (Bedeutungsvarianten) hat, und Homonymie gegeben ist, wenn (mindestens) zwei Wörter zwar denselben Wortkörper, jedoch verschiedene Bedeutungen haben. Die Schwierigkeit liegt dann allerdings darin, anzugeben, wann ein und wann mehrere Wörter vorliegen.
Ob Polysemie oder Homonymie vorliegt, ist vielfach nur noch bei vertieften etymologischen Kenntnissen erkennbar.
- Beispiel: Bank

Das Schulbeispiel ist Bank im Sinne von (1) „Geldinstitut“ und (2) „Sitzgelegenheit“. Es handelt sich etymologisch um ein Wort und ist daher ein Polysem im Sinne von [2.1], jedoch bei synchroner Betrachtung nicht mehr im Sinne von [2.2]. Es wird daher in Wörterbüchern zum Teil als ein Wort abgehandelt, zum Teil (z. B. im Duden) erhält jede Bedeutung einen eigenen Eintrag.
- Beispiel: Bauer

Der Ausdruck Bauer hat die Bedeutungen (1) „Landwirt“ und (2) „Vogelkäfig“. Beide Bedeutungen haben eine gemeinsame etymologische Wurzel, allerdings handelt es sich um klar voneinander unterschiedene Bildungen: Bauer „Landwirt“ ist ein Maskulinum und (i. d. R.) schwach flektiert, wie ahd. gibūro, von dem es abstammt, während Bauer „Vogelkäfig“ sowohl Neutrum als auch Maskulinum sein kann und stark flektiert wird, wie ahd. būr.
Vor diesem Hintergrund kann bezweifelt werden, ob die traditionelle Unterscheidung Polysemie und Homonymie von mehr als etymologischem Wert ist. Es bietet sich daher an, entweder im (aufgeweichten) Sinne von [1] von Polysemie zu sprechen oder statt von Polysemie/Homonymie verallgemeinernd von (lexikalischer) Mehrdeutigkeit, Ambiguität oder Äquivokation.

## Arten von Polysemie

### Polysemie durch Spezialisierung
Viele Polyseme entstehen dadurch, dass ein Ausdruck durch Verwendung in einem speziellen Kontext eine leicht veränderte Bedeutung erfährt. Auf diese Weise kann aus einem allgemeinen Begriff ein neuer Fachbegriff einer Fachsprache entstehen. Aber auch der umgekehrte Weg ist möglich, wenn ein fachsprachlicher Begriff mit der Zeit auch in allgemeinsprachlicher Bedeutung verwendet wird.

### Reguläre Polysemie
Ein Spezialfall der Polysemie ist die reguläre Polysemie, auch systematische Polysemie oder polysemes Muster genannt. Reguläre Polysemie liegt bei Gruppen von lexikalischen Zeichen vor, wenn von jeweils einer Bedeutung regulär eine zweite Bedeutung erschlossen werden kann. So kann bei lexikalischen Zeichen, die Institutionen bezeichnen, auf eine weitere, die Mitglieder der Institution oder das Gebäude dieser Institution bezeichnende Bedeutung geschlossen werden.
In den folgenden Beispielen bezeichnet Schule eine Institution, eine Personengruppe und ein Gebäude:
1. „Er geht noch zur Schule“ (= Institution)
2. „Die Schule streikt heute“ (= alle Schüler, Lehrer etc.)
3. „Schulen sollten von außen als solche erkennbar sein“ (= Gebäude und bei als solche gleichzeitig Institution)
4. „Unsere Schule steht unter Denkmalschutz!“ (= konkretes Gebäude)

Im Grundsatz Vergleichbares ist bei den Wörtern Universität, Kindergarten, Parlament, Rathaus, Bank usw. möglich.
Diese Form der Polysemie wird im Wörterbuch nicht erfasst.
Das Schul-Beispiel wird von Manfred Bierwisch angeführt. Es wird zum Teil als Beleg dafür angesehen, dass ein Ausdruck nicht direkt ambig und vage sei. In Anlehnung an das Konzept der Familienähnlichkeit von Wittgenstein könne daher von einer Bedeutungs- oder Konzeptfamilie gesprochen werden.
Richtiger dürfte es sein, die Vielzahl der Lesarten als gewöhnliche lexikalische Mehrdeutigkeit zu erfassen, bei denen die einzelnen Bedeutungen sich unter anderem durch das Verhältnis der Analogie voneinander ableiten lassen. Ebenso wenig ist der Ausdruck gesund in „gesunde Biokost“ und „gesunder Mensch“ vage, nur weil er im ersten Fall in einer analogen Bedeutung (gesund = „das, was Gesundheit erhält/verschafft“) verwendet wird.

### Polysemie durch Bedeutungserweiterung
Eine weitere Form der Mehrdeutigkeit ist die Bedeutungserweiterung durch übertragenen Gebrauch. In dem Satz „Peter ist eine Banane“ wird das lexikalische Zeichen Banane nicht in einer neuen, Personen bezeichnenden Bedeutung verwendet. Es werden lediglich bananentypische Eigenschaften, etwa die, lang und krumm zu sein, auf Peter übertragen. Auch diese Form der Mehrdeutigkeit wird nicht in Wörterbüchern kodiert. Wenn sich diese Form der Bedeutungsübertragung aber im Gebrauch verfestigt, wird dies auch in Wörterbüchern registriert (Beispiel Schwein in: „Peter ist ein Schwein“).

## Modelle der Polysemie
Fordert man für Polysemie in Abgrenzung zur bloßen Homonymie eine „semantische Nähe“, so erscheint eine solche erklärungsbedürftig. Dazu gibt es unterschiedliche Theorien. Unter anderem gibt es eine „Zwei-Ebenen-Semantik“ von Manfred Bierwisch. Alternativ dazu wird Polysemie im Rahmen der kognitiven Linguistik netzwerkartig modelliert („Netzwerkmodell der Polysemie“).

## Lexikografische Erfassung von Polysemie
Die Polysemie ist ein linguistisches oder lexikologisches Phänomen, das sich nicht unmittelbar aus dem Gebrauch eines lexikalischen Zeichens ablesen lässt.
Bei der Wörterbucherstellung (Lexikografie) wird die Mehrdeutigkeit von sprachlichen Zeichen dadurch erfasst, dass in einem Artikel zu dem betreffenden sprachlichen Zeichen mehrere semantische Kommentare, zu jeder Bedeutung einer, erstellt werden. In Wörterbüchern werden Polyseme unter einem Stichwort behandelt, Homonyme dagegen unter verschiedenen Stichwörtern. So findet man nur ein Stichwort Pferd, das u. a. die Bedeutungen „großes Säugetier“ und „Turngerät“ hat, aber zwei Stichwörter Bank mit den Bedeutungen „Sitzgelegenheit“ oder „Geldinstitut“.
Polyseme und homonyme lexikalische Zeichen erweisen sich auch als Problem bei der Indexierung innerhalb der Dokumentation, wo durch einzelne, definierbare Schlagwörter (Lemmatisierung) ein Sachverhalt erschlossen werden soll. Aus diesem Grund werden die Schlagwörter in einem kontrollierten Vokabular voneinander abgegrenzt.

## Quantitative Erfassung der Polysemie
Vor allem zwei verschiedene Aspekte der Polysemie können quantitativ bearbeitet werden: die Häufigkeit, mit der die verschiedenen Bedeutungen einer bestimmten sprachlichen Einheit verwendet werden, und die Interaktion der Polysemie mit anderen sprachlichen Eigenschaften.
Ein quantitativer Aspekt der Polysemie besteht also darin, dass man untersucht, welche verschiedenen Bedeutungen eine sprachliche Einheit hat, und dann Einzeltexte oder auch Textkorpora daraufhin auswertet, welche dieser Bedeutungen einer Einheit wie häufig vorkommt. Ordnet man dieses Ergebnis nach der Häufigkeit der einzelnen Bedeutungen in einer Tabelle, so kann man an die Daten dieser Tabelle ein mathematisches Modell anpassen, das als Gesetzeshypothese aufgefasst wird.
Ein zweiter Aspekt betrifft die Beziehungen zwischen der Polysemie und anderen Spracheigenschaften.

### Wortlänge
Es gibt ein Zusammenspiel von Wortlänge und Polysemie, das wie folgt benannt werden kann: Je länger Wörter durchschnittlich sind, desto geringer ist ihre Polysemie. Einen deutlichen Beleg dafür liefert Lu Wang am Beispiel des Chinesischen. Das Gleiche wurde bei Untersuchungen zum Japanischen festgestellt: “[…] polysemy is inversely proportional to word length, i.e. words with more meanings are shorter.” Der gleiche Zusammenhang gilt auch für das Indonesische. Für das Deutsche hat Köhler die Polysemie (bei ihm: Polylexie) als Funktion der Länge nachgewiesen.

### Größe des Lexikons
Die Polysemie steht außerdem in einem negativen Zusammenhang mit dem Umfang des Lexikons einer Sprache und in einem positiven mit der sogenannten Polytextie der Wörter; das heißt mit der Eigenschaft von Wörtern, in sehr vielen verschiedenen Texten/Textarten vorzukommen.

### Wortgeschichte
Auch das Alter von Wörtern wirkt sich auf ihre Polysemie aus: Je älter Wörter sind, desto mehr unterschiedliche Bedeutungen haben sie im Durchschnitt. Dieser Zusammenhang ist zum Beispiel für das Englische und das Japanische nachgewiesen.